# Lista de episódios de Euphoria

Logotipo de abertura da série

Abaixo se encontra todos os episódios de Euphoria, uma série de televisão americana de drama adolescente criada por Sam Levinson, baseada na minissérie israelense de mesmo nome, de 2012, dos roteiristas Ron Leshem, Daphna Levin e Tmira Yardeni. A série aborda as experiências pessoais de um grupo de adolescentes do ensino médio em relação a drogas, amizades, traumas, sexo, bullying, aceitação, inseguranças e sexualidade.
Euphoria  estreou no canal HBO em 16 de junho de 2019. Em Portugal e no Brasil, a série é exibida pelo HBO de cada país. A série recebeu indicações para o British Academy Television Award de Melhor Programa Internacional e para o TCA Award de Melhor Série Notável. Por sua atuação, Zendaya, que interpreta a protegonista Rue Bennett, ganhou o Primetime Emmy Award e o Satellite Award de Melhor Atriz em Série Dramática.

## Episódios

### Resumo
| Temporada | Temporada | Episódios | Episódios | Originalmente exibido | Originalmente exibido   |
| Temporada | Temporada | Episódios | Episódios | Estreia da temporada  | Final da temporada      |
| --------- | --------- | --------- | --------- | --------------------- | ----------------------- |
|           | 1         | 8         | 8         | 16 de junho de 2019   | 4 de agosto de 2019     |
|           | Especial  | 2         | 2         | 6 de dezembro de 2020 | 24 de janeiro de 2021   |
|           | 2         | 8         | 8         | 9 de janeiro de 2022  | 27 de fevereiro de 2022 |

### 1.ª temporada (2019)
| N.º na série | N.º na temp. | Título                                                         | Dirigido por       | Escrito por  | Personagem em destaque | Exibição original   | Audiência (milhões) |
| ------------ | ------------ | -------------------------------------------------------------- | ------------------ | ------------ | ---------------------- | ------------------- | ------------------- |
| 1            | 1            | "Pilot"                                                        | Augustine Frizzell | Sam Levinson | Rue Bennett            | 16 de junho de 2019 | 0.577               |
| 2            | 2            | "Stuntin' Like My Daddy"                                       | Sam Levinson       | Sam Levinson | Nate Jacobs            | 23 de junho de 2019 | 0.574               |
| 3            | 3            | "Made You Look"                                                | Sam Levinson       | Sam Levinson | Kat Hernandez          | 30 de junho de 2019 | 0.493               |
| 4            | 4            | "Shook One, Pt. II"                                            | Sam Levinson       | Sam Levinson | Jules Vaughn           | 7 de julho de 2019  | 0.609               |
| 5            | 5            | "'03 Bonnie and Clyde"                                         | Jennifer Morrison  | Sam Levinson | Maddy Perez            | 14 de julho de 2019 | 0.579               |
| 6            | 6            | "The Next Episode"                                             | Pippa Blanco       | Sam Levinson | Chris McKay            | 21 de julho de 2019 | 0.569               |
| 7            | 7            | "The Trials and Tribulations of Trying to Pee While Depressed" | Sam Levinson       | Sam Levinson | Cassie Howard          | 28 de julho de 2019 | 0.549               |
| 8            | 8            | "And Salt the Earth Behind You"                                | Sam Levinson       | Sam Levinson | –                      | 4 de agosto de 2019 | 0.530               |

### Especial (2020-21)
| N.º na série | N.º na temp. | Título | Dirigido por       | Escrito por                   | Personagem em destaque | Exibição original     | Audiência (milhões) |
| ------------ | ------------ | --- | ------------------ | ----------------------------- | ---------------------- | --------------------- | ------------------- |
| 9            | 1            | "Trouble Don't Last Always – Part 1: Rue" "(Os Problemas Não Duram Sempre - Parte 1: Rue)" (BR)                        | Augustine Frizzell | Sam Levinson                  | Rue Bennett            | 6 de dezembro de 2020 | 0.236               |
| 10           | 2            | "Fuck Anyone Who's Not a Sea Blob – Part 2: Jules" "(Foda-se Qualquer Um Que Não Seja Sea Blob – Parte 2: Jules)" (BR) | Sam Levinson       | Sam Levinson & Hunter Schafer | Jules Vaughn           | 24 de janeiro de 2021 | 0.109               |

1. ↑  "Trouble Don't Last Always" foi lançado online na HBO Max em 3 de dezembro de 2020, antes de sua transmissão na televisão.
2. ↑  "Fuck Anyone Who's Not a Sea Blob" foi lançado online na HBO Max em 22 de janeiro de 2021, antes de sua transmissão na televisão.

### 2.ª temporada (2022)
| N.º na série | N.º na temp. | Título                                                        | Dirigido por | Escrito por  | Personagem em destaque | Exibição original       | Audiência (milhões) |
| ------------ | ------------ | ------------------------------------------------------------- | ------------ | ------------ | ---------------------- | ----------------------- | ------------------- |
| 11           | 1            | "Trying to Get to Heaven Before They Close the Door"          | Sam Levinson | Sam Levinson | Fezco                  | 9 de janeiro de 2022    | 0.254               |
| 12           | 2            | "Out of Touch"                                                | Sam Levinson | Sam Levinson | –                      | 16 de janeiro de 2022   | 0.279               |
| 13           | 3            | "Ruminations: Big and Little Bullys"                          | Sam Levinson | Sam Levinson | Cal Jacobs             | 23 de janeiro de 2022   | 0.264               |
| 14           | 4            | "You Who Cannot See, Think of Those Who Can"                  | Sam Levinson | Sam Levinson | –                      | 30 de janeiro de 2022   | 0.318               |
| 15           | 5            | "Stand Still Like the Hummingbird"                            | Sam Levinson | Sam Levinson | Rue Bennett            | 6 de fevereiro de 2022  | 0.353               |
| 16           | 6            | "A Thousand Little Trees of Blood"                            | Sam Levinson | Sam Levinson | –                      | 13 de fevereiro de 2022 | 0.283               |
| 17           | 7            | "The Theater and It's Double"                                 | Sam Levinson | Sam Levinson | Lexi Howard            | 20 de fevereiro de 2022 | 0.350               |
| 18           | 8            | "All My Life, My Heart Has Yearned for a Thing I Cannot Name" | Sam Levinson | Sam Levinson | –                      | 27 de fevereiro de 2022 | 0.625               |